# Sakskøbing

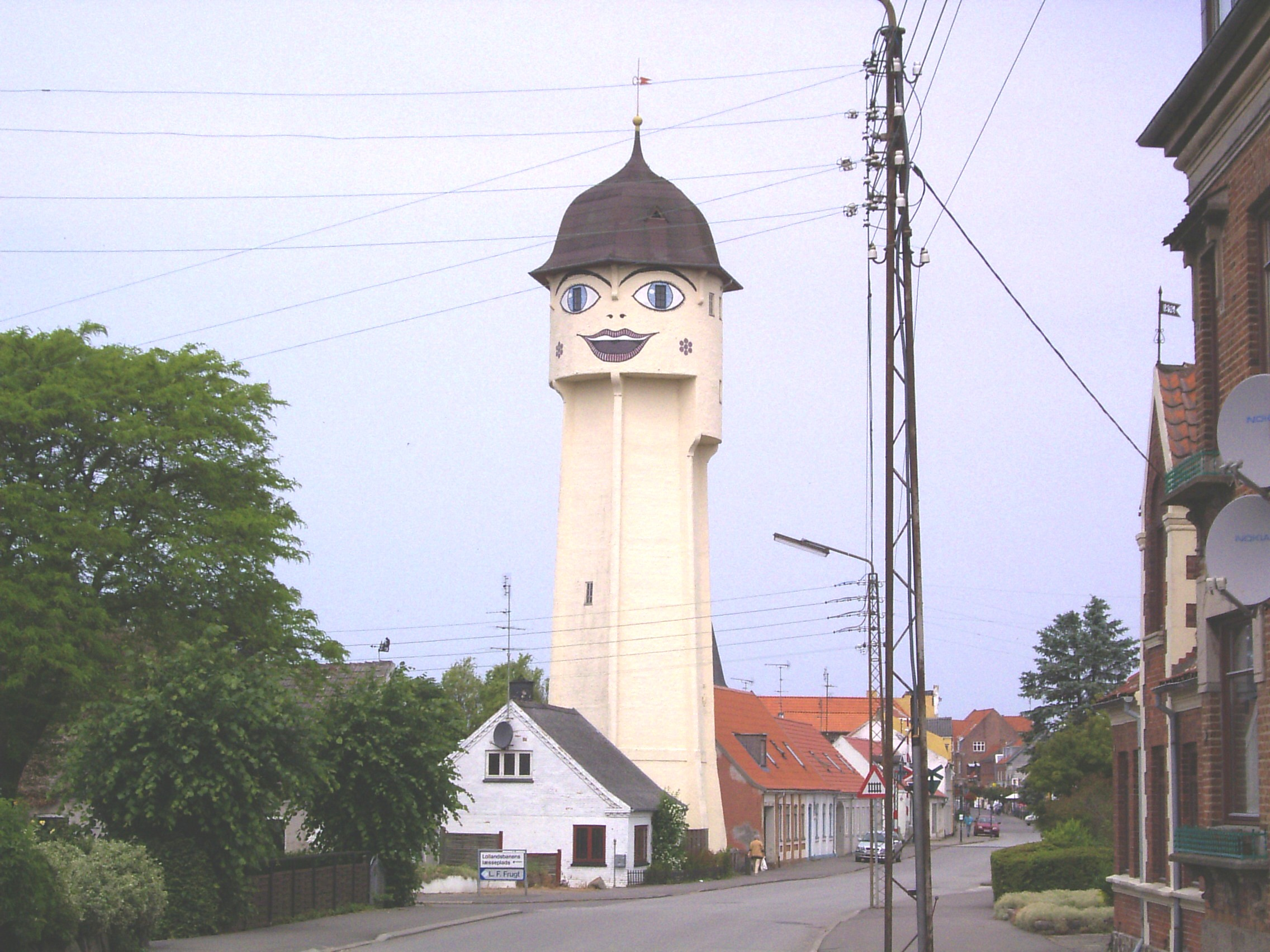
Wahrzeichen: der Wasserturm „Saxine“

Sakskøbing (bis 1948 (?) Saxkjöbing) ist eine Stadt mit 4514 Einwohnern (Stand: 1. Januar 2025) mit Bahnstation im Nordosten der dänischen Insel Lolland.
Die Stadt bildet eine eigene Kirchspielsgemeinde (dän.: Sogn) Sakskøbing Sogn, die bis zur dänischen Kommunalreform von 1970 zur Harde Musse Herred im damaligen Maribo Amt gehörte, danach war die Stadt Verwaltungssitz der Sakskøbing Kommune im Storstrøms Amt, die mit der nächsten dänischen Kommunalreform 2007 in der Guldborgsund Kommune in der Region Sjælland aufgegangen ist.

## Lage und Verkehr
Der kleine Hafen des Ortes liegt am inneren Ende der etwa 4 km langen trichterförmigen Bucht Sakskøbing Fjord, die sich nach Nordwesten zum Smålandsfarvandet öffnet. Von den Verkehrswegen der Vogelfluglinie führt die E 47 nahe am Ortsrand entlang, die Bahnstrecke Ringsted–Rødby Færge dagegen weiter südlich. Von Nykøbing führt die Bahnstrecke Nykøbing F–Nakskov über Sakskøbing und Maribo nach Nakskov.

## Geschichte
Im Erdbuch Waldemars II. von 1240 ist der in der Nähe des Dorfes Saxtorp gegründete Marktort als Saxakopingh aufgeführt.
Um 1250 wurde die Kirche errichtet, ihr Turm ist allerdings aus dem 19. Jahrhundert. Von 1289 bis 1315 residierte der spätere König Christoph II. von Dänemark in Sakskøbing als Herzog von Lolland und Falster.
In einem der Dänisch-Schwedischen Kriege wurde Saksköbing 1658 von schwedischen Soldaten niedergebrannt und hatte 1672 nur noch 272 Einwohner. Weitere Großbrände suchten den Ort im 18. Jahrhundert heim und im Jahr 1800. Die Lateinschule wurde 1740 geschlossen.
1779 wurde ein Postamt eingerichtet. 1829 wurde eine kleine Werft gegründet. 1874 wurde der Bahnhof der Bahnstrecke Nykøbing F–Nakskov eröffnet. Von 1910 bis 1991 besaß der Ort eine Zuckerraffinerie.
Die am 1. Juli 1954 aus der insolventen Det Lolland-Falsterske Jernbaneselskab heraus gegründete A/S Lollandsbanen wird seit 2009 von der Jernbaneselskabet Regionstog A/S betrieben.

## Söhne und Töchter der Stadt
- Philip Rosendahl (1893–1974), Jurist und Landsfoged in Grönland
- Berit Kristensen (* 1983), Handballspielerin
- Jens Stryger Larsen (* 1991), Fußballspieler